# Л’Юилье, Анн
Анн Л’Юилье (фр. Anne L'Huillier; род. 16 августа 1958, Париж) — франко-шведский физик. Профессор атомной физики Лундского университета в Швеции, где возглавляет группу аттосекундной физики, которая изучает движение электронов в реальном времени, что используется для понимания химических реакций на атомном уровне. Член Шведской королевской академии наук с 2004 года. Лауреат различных наград в области физики, включая премию Вольфа по физике (2022) и Нобелевскую премию по физике (2023, совместно с Пьером Агостини и Ференцом Краусом).

## Биография
Анн Л’Юилье родилась в Париже в 1958 году. Получила степень магистра наук по теоретической физике и математике, после чего сменила род деятельности, занявшись по экспериментальной физикой. В 1986 году получила докторскую степень после защиты диссертации, посвящённой многократной ионизации в лазерных полях большой интенсивности. Занимала позиции постдока в Техническом университете Чалмерса (Гётеборг) и Университете Южной Калифорнии (Лос-Анджелесе). С 1986 года работала на постоянной основе в исследовательском отделении Комиссариата по атомной и альтернативной энергии (CEA) в Сакле. В 1995 году переехала в Швецию, где работала в Лундском университете сначала доцентом (associate professor), а с 1997 года — профессором физики. С 2007 по 2015 год Л’Юилье входила в Нобелевский комитет по физике.
В 1987 году, работая в Сакле, Л’Юилье с коллегами обнаружила, что при прохождении лазерного излучения через инертный газ взаимодействие фотонов с атомами приводит к появлению множества гармоник высокой частоты, причём интенсивность гармоник (вплоть до 33-й) не уменьшалась, а оставалась примерно на одном уровне. В 1991 году Л’Юилье совместно с Кеннетом Шафером и Кеннетом Кулэндером дала теоретическое объяснение этому неожиданному результату, а в 1994 году стала соавтором полностью квантовой теории этого процесса. Эта теория также показала, каким образом излучение гармоник может быть синхронизировано, порождая в итоге сверхкороткий импульс — короче одной фемтосекунды. Этот результат стал одной из вех при становлении аттосекундной физики. В 1992 году Л’Юилье приняла участие в эксперименте, установивишем одну из первых в Европе титан-сапфировых твёрдотельных лазерных систем для генерации фемтосекундных импульсов. В 2003 году группа Л’Юилье получила самый короткий на тот момент лазерный импульс длительностью 170 аттосекунд. В 2017 году применила технику аттосекундных лазерных импульсов к исследованию процесса фотоионизации, показав, что различие во времени вылета электронов с разных атомных оболочек не превышает десятка аттосекунд.

## Награды
- 1997 — член Американского физического общества
- 1998 — премия Йорана Густафссона по физике Шведской королевской академии наук
- 2003 — приз Юлиуса Шпрингера по прикладной физике
- 2004 — член Шведской королевской академии наук[18]
- 2007—2015 — член Нобелевского комитета по физике[10]
- 2011 — премия L’Oréal — ЮНЕСКО «Для женщин в науке»
- 2013 — премия Карла Цейса
- 2013 — медаль Блеза Паскаля Европейской академии наук[фр.] (EurASc)
- 2013 — почётный доктор Университета Пьера и Марии Кюри[14]
- 2014 — отличие Эмми Нётер для женщин в физике Европейского физического общества
- 2015 — почётный доктор Йенского университета имени Фридриха Шиллера
- 2018 — иностранный член Национальной академии науки США
- 2019 — премия в области квантовой электроники и оптики Европейского физического общества
- 2021 — премия имени Макса Борна Оптического общества за «новаторскую работу в области сверхбыстрых лазеров и аттосекундной физики, реализацию и понимание генерации высоких гармоник и её применение для визуализации движения электронов в атомах и молекулах с временным разрешением»[19]
- 2021 — член-корреспондент Австрийской академии наук
- 2022 — премия Вольфа по физике за «новаторский вклад в науку о сверхбыстрых лазерах и аттосекундную физику» (совместно с Ференцом Краусом и Полом Коркумом)[11]
- 2022 — BBVA Foundation Frontiers of Knowledge Award в области фундаментальных наук[20]
- 2022 — член Оптического общества
- 2023 — Нобелевская премия по физике (совместно с Пьером Агостини и Ференцом Краусом) «за экспериментальные методы, генерирующие аттосекундные импульсы света для изучения динамики электронов в веществе»[12]
- 2024 — Командор Большого креста ордена Полярной звезды[21]

## Избранные публикации
- Ferray M., L'Huillier A., Li X.F., Lompre L.A., Mainfray G., Manus C. Multiple-harmonic conversion of 1064 nm radiation in rare gases // Journal of Physics B: Atomic, Molecular and Optical Physics. — 1988. — Vol. 21. — P. L31-L35. — doi:10.1088/0953-4075/21/3/001.
- L'Huillier A., Schafer K.J., Kulander K.C. Theoretical aspects of intense field harmonic generation // Journal of Physics B: Atomic, Molecular and Optical Physics. — 1991. — Vol. 24. — P. 3315-3341. — doi:10.1088/0953-4075/24/15/004.
- L'Huillier A., Balcou P. High-order harmonic generation in rare gases with a 1-ps 1053-nm laser // Physical Review Letters. — 1993. — Vol. 70. — P. 774-777. — doi:10.1103/PhysRevLett.70.774.
- Lewenstein M., Balcou Ph., Ivanov M.Yu., L'Huillier A., Corkum P.B. Theory of high-harmonic generation by low-frequency laser fields // Physical Review A. — 1994. — Vol. 49. — P. 2117-2132. — doi:10.1103/PhysRevA.49.2117.
- Antoine P., L'Huillier A., Lewenstein M. Attosecond Pulse Trains Using High–Order Harmonics // Physical Review Letters. — 1996. — Vol. 77. — P. 1234-1237. — doi:10.1103/PhysRevLett.77.1234.
- Isinger M., Squibb R.J., Busto D., Zhong S., Harth A., Kroon D., Nandi S., Arnold C.L., Miranda M., Dahlström J.M., Lindroth E., Feifel R., Gisselbrecht M., L'Huillier A. Photoionization in the time and frequency domain // Science. — 2017. — Vol. 358. — P. 893-896. — doi:10.1126/science.aao704.